# 希拉里学期
希拉里学期（Hilary term）是指英国和爱尔兰一些大学的冬季学期，通常从每年一月至三月，等同于剑桥大学的四旬节学期。使用这个术语的大学包括：
- 牛津大学
- 都柏林三一学院